# Estação Santa Lucía (SITVA)
A Estação Santa Lucía é uma das estações do Metrô de Medellín, situada em Medellín, entre a Estação Floresta e a Estação San Javier. Administrada pela Empresa de Transporte Masivo del Valle de Aburrá Limitada (ETMVA), faz parte da Linha B.
Foi inaugurada em 28 de fevereiro de 1996. Localiza-se no cruzamento da Carrera 87 com a Rua 47d. Atende o bairro Santa Lucía, situado na comuna de La América.